# Holy Smoke (노래)
〈Holy Smoke〉는 영국의 헤비 메탈 밴드 아이언 메이든의 노래이다. 이 음반은 1990년 중반 밴드에 합류한 기타리스트 야닉 거스가 참여한 최초의 싱글 음반이다. 음반 《No Prayer for the Dying》이 발매되기 몇 주 전에 발매되었고 영국 싱글 차트에서 3위에 올랐다.

## 개요
그 노래는 짧고 직선적인 밴드 기준의 전형이다. 인트로, 벌스, 코러스, 코러스, 코러스, 솔로, 벌스, 엔딩이 다른 코러스로 이루어진 공통적인 팝 록 구조가 특징이다. 기타 솔로는 인공 하모닉스, 스윕 피킹, 태핑, 거친 커브를 사용하여 매우 불타오른다. 첫 번째 솔로는 야닉 거스가, 두 번째 솔로는 데이브 머레이가 연주한다.
밴드는 곡의 영상을 위해 유머러스하게 접근했는데, 밴드 멤버들은 쉬링에 있는 스티브 해리스의 농장에서 축구를 하고 트랙터를 운전하면서 촬영되고, 모든 것은 밝은 낮에 일어난다. 1984년 딥 퍼플의 〈Perfect Strangers〉 비디오와 유사점이 있는데, "Mind Your Head"라고 쓰인 야닉 거스의 뒤에 있는 앰프에 〈Perfect Strangers〉 비디오에 나오는 다리에 고개를 끄덕일 가능성이 있다. 브루스 디킨슨은 순무장을 튕기며 무작위로 춤을 추고 분홍색 티셔츠를 입고, 데이브 머레이는 개울가에서 발로 기타를 치고, 거스는 하얀 수영복만 입은 채 수영장에서 장난감 기타를 치며 자신의 기타를 치고 있다. 이 밴드의 프로듀서인 마틴 버치도 일부 장면에서 일종의 가학피학증 의상을 입고 있는 모습을 비디오에서 볼 수 있다. 이 모든 영상에는 농가 마당 녹음실에서 리허설을 하는 밴드의 장면들이 섞여 있다. 그 비디오는 해리스가 직접 감독했다.
B-사이드는 스트레이의 〈All in Your Mind〉와 골든 이어링의 〈Kill Me Ce Soir〉를 커버한다.

## 곡 목록
7인치 싱글
| #  | 제목           | 작사·작곡                    | 재생 시간 |
| -- | -------------- | ---------------------------- | --------- |
| 1. | 〈Holy Smoke〉 | 브루스 디킨슨, 스티브 해리스 | 3:47      |

| #  | 제목                                 | 작사·작곡 | 재생 시간 |
| -- | ------------------------------------ | --------- | --------- |
| 2. | 〈All in Your Mind (스트레이 커버)〉 | 델 브롬햄 | 4:31      |

12인치 싱글
| #  | 제목           | 작사·작곡      | 재생 시간 |
| -- | -------------- | -------------- | --------- |
| 1. | 〈Holy Smoke〉 | 디킨슨, 해리스 | 3:47      |

| #  | 제목                                 | 작사·작곡                         | 재생 시간 |
| -- | ------------------------------------ | --------------------------------- | --------- |
| 2. | 〈All in Your Mind (스트레이 커버)〉 | 델 브롬햄                         | 4:31      |
| 3. | 〈Kill Me Ce S (골든 이어링 커버)〉  | 조지 코이먼스, 배리 헤이, 존 펜튼 | 7:03      |